# Expresso Mato Grosso
A Expresso Mato Grosso (ou EMG) é uma empresa brasileira de transporte rodoviário e urbano de passageiros, cargas e táxi-aéreo, fundada em 1975 em Campo Grande, onde mantém sua sede.
É uma empresa genuinamente guaicuru e possui visual com motivos regionais e que atende e cumpre rigorosamente com os horários estabelecidos pelo ente regulador e, com isto, obtém a plena satisfação de seus usuários.

## História
Foi fundada em 26 de maio de 1975 em Campo Grande, capital de Mato Grosso do Sul. Ela opera em 16 linhas intermunicipais no estado do Mato Grosso do Sul, percorrendo um total de 250 mil quilômetros por mês e transportando 78 mil passageiros neste mesmo período. Opera também na área de turismo intermunicipal e interestadual. Sua frota hoje é de 33 ônibus rodoviários. E a empresa conta com 96 funcionários.
Como qualquer atividade, a Expresso Mato Grosso, busca encontrar seu ponto de excelência, especificamente no caso de transporte de passageiros, buscando oferecer ao cliente o máximo de segurança e conforto possível, incrementando a frota com veículos novos e modernos. Desta forma, procura fazer com que sua viagem, aliada a sua necessidade, seja prazerosa.

## Frota e veículos
Segundo o site ViaCircular em conjunto com o portal Galeria Bus MS, a frota atual da Expresso Mato Grosso é composta por 33 ônibus exclusivamente da fabricante de carrocerias Marcopolo (Viaggio G7, Viale, Torino G6 e Torino G8) e CAIO Induscar (Apache Vip e Giro).
Os chassis que equipam a frota da empresa são exclusivamente Mercedes-Benz.